# Shoko (ジャズ歌手)
Shoko（しょうこ、本名：奥村 松子）は、東京都町田市出身のジャズシンガー、ヴォイスヒーリングコーチ。Voice+Creation代表。日本誕生数秘学協会公認 誕生数秘学カウンセラー。

## 人物・来歴
幼少の頃からおもちゃのピアノで何時間も遊んでいた。やがてシンガーソングライターに憧れるようになり、14歳でプロになることを決意する。17歳から音楽をはじめ幅広い活動を行うが、米国のジャズシンガーサラ・ヴォーンの歌声に衝撃を受け、ジャズヴォーカルに傾倒していく。
1991年からピアノ弾き語り、1995年からジャズシンガーのキャリアをそれぞれスタートさせ、2000年から山口県で行われた近藤大地、バリー・ハリス、リチャード・ディビス、ルイス・ナッシュのワークショップへの連続して参加し、この時の経験がその後の音楽の方向性に影響を与えることになる。
また、川嶋哲郎、多田誠司（ts）が育った岡山の老舗ライブハウス「Bird」のハウスバンド「Jazz Machine」との共演、同時に国内ベテランミュージシャンとの共演を重ねる。
2005年神戸ジャズヴォーカルクィーンコンテストでグランプリを受賞。副賞のシアトル「Jazz Alley」に出演し、ピアニスト”ラリー・フラー”と共演。
現在、国内各地のライブハウス、ホテル、ホール、レストラン、屋外などでライブ活動を行うとともに、ヴォイススクールやカルチャースクールなどで後進の指導にも取り組んでいる。
また、2011年からは誕生数秘学カウンセラーとしての活動も開始している。

## アルバム
- Sing Swing Lips （シング・スイング・リップス） 2008年8月8日 ラッツパックレコード
- So Many Smiles〜Jazzに恋して（ソー・メニー・スマイルズ） 2012年6月20日 T&Kエンタテインメント

## 出演

### ラジオ
- FM岡山『牛嶋俊明 ドリームファクトリー』 第4金曜日にレギュラー出演

## ライヴ・コンサート
- 国内各地のライブハウスに出演

## 賞歴
- 第4回「神戸ジャズヴォーカルクィーンコンテスト」審査員特別賞（2003年）
- 第6回「神戸ジャズヴォーカルクィーンコンテスト」グランプリ受賞（2005年）

### 公式サイト
- Shoko 公式HP
- Shokoブログ 女神系ジャズシンガーShokoの”Jazzに恋して"
- Shoko - Jazz Singer - facebookページ
- Shoko(shokomegami) - Twitter

### 参考記事
- Jazz Page: Shokoインタビュー